# Сульфат самария(III)
Сульфат самария(III) — неорганическое соединение, соль металла самария и серной кислоты с формулой Sm2(SO4)3, светло-жёлтые кристаллы, растворимые в воде, образует кристаллогидрат.

## Получение
- Растворение оксида в серной кислоте:

{\displaystyle {\mathsf {Sm_{2}O_{3}+3H_{2}SO_{4}\ {\xrightarrow {}}\ Sm_{2}(SO_{4})_{3}+3H_{2}O}}}

## Физические свойства
Сульфат самария(III) образует светло-жёлтые кристаллы.
Хорошо растворяется в воде со слабым гидролизом по катиону.
Образует кристаллогидраты состава Sm2(SO4)3·8H2O.

## Химические свойства
- Безводную соль получают сушкой кристаллогидрата:

{\displaystyle {\mathsf {Sm_{2}(SO_{4})_{3}\cdot 8H_{2}O\ {\xrightarrow {450^{o}C}}\ Sm_{2}(SO_{4})_{3}+8H_{2}O}}}
- Разлагается при нагревании:

{\displaystyle {\mathsf {2Sm_{2}(SO_{4})_{3}\ {\xrightarrow {900^{o}C}}\ Sm_{2}O_{3}+6SO_{2}+3O_{2}}}}
- Реагирует с щелочами:

{\displaystyle {\mathsf {Sm_{2}(SO_{4})_{3}+6NaOH\ {\xrightarrow {}}\ 2Sm(OH)_{3}\downarrow +6Na_{2}SO_{4}}}}
- Восстанавливается атомарным водородом до сульфата самария(II):

{\displaystyle {\mathsf {Sm_{2}(SO_{4})_{3}+2H_{(Zn,HCl)}^{0}\ {\xrightarrow {}}\ 2SmSO_{4}\downarrow +H_{2}SO_{4}}}}